# パトリック・スチュワート
サー・パトリック・ヒューズ・スチュワート（Sir Patrick Hewes Stewart, OBE、1940年7月13日 - ）は、イギリスの俳優。ヨークシャー州出身。

## 来歴
父親はイギリス陸軍所属の士官。兄が2人いる。イギリスの名門シェイクスピア劇団ロイヤル・シェイクスピア・カンパニーにて主演俳優を務めた。
1979年の「アントニーとクレオパトラ」でローレンス・オリビエ賞(助演男優賞)を受賞した。
1984年に渡辺裕之主演の映画『ウィンディー』に出演。
1987年にテレビドラマ『新スタートレック』の「ジャン＝リュック・ピカード艦長」役に起用される。以後、同番組の大ヒットとともに、ピカード艦長を演じたパトリック・スチュワートとして広く知られるようになる。
1995年の「プロコフィエフ:ピーターと狼」でグラミー賞(子供向け最優秀朗読作品)を受賞した。
2000年には、映画『X-メン』にてプロフェッサーXを演じ、同シリーズにおいても欠かすことのできない俳優となった。
2004年11月からイングランド北部のハダースフィールド大学で学長を務めている。
2007年にはオックスフォード大学の客員教授として招かれてもいる。
2008年にはハダースフィールド大学の演劇科の教授に招かれた。
2010年6月、ナイトに叙任された。
2017年に『LOGAN/ローガン』に出演し、以降はX-メンシリーズに出演しないことを発表した。同作に出演したことにより、共演したウルヴァリン役のヒュー・ジャックマンと共に2000年の『X-MEN』から2017年の『LOGAN/ローガン』までの最も長期でマーベルのキャラクターを演じた俳優(16年232日)として当時ギネス世界記録に認定された。
2018年8月には、自身が新しいスタートレックのシリーズで映画のネメシス以来17年ぶりに、ジャン＝リュック・ピカードを演じると発表した。
2022年に公開された『ドクター・ストレンジ/マルチバース・オブ・マッドネス』で再びプロフェッサーX役を演じ、21年296日で再び当時のギネス世界記録を更新した。

## 人物
ロイヤル・シェイクスピア・カンパニー出身俳優だけあって、元々格調高いキングスイングリッシュの話し手だが、アメリカ合衆国での生活も長かった。長年ロサンゼルスに住んでいたが、2004年にイングランドに帰国した。
声優としても活動し、『チキン・リトル』、『ジミー・ニュートロン 僕は天才発明家!』など、さまざまな映画・アニメ・ゲーム作品に出演した。アメリカ合衆国版『風の谷のナウシカ』ではユパの声を担当している。

## 家族
1966年に5歳年下の英国女優シェイラ・ファルコナー（Sheila Falconer）と結婚。『新スタートレック』に起用された後は家族のいるイギリスとアメリカを往復していたが徐々に米国滞在が増えた後の1990年に離婚。2000年に米国のプロデューサーで14歳年下のウェンディ・ノイス（en:Wendy Neuss）と再婚。彼女はパトリック・スチュワート主演テレビ作品の製作総指揮を複数こなしており、『新スタートレック』のプロデューサー共同代表を務めた他に、パトリック・スチュワートと共同で映画会社も設立するなど長らくビジネスパートナーだった。だが2003年に離婚した。2013年にイアン・マッケラン立ち合いで38歳年下の米国歌手サニー・オゼル（en:Sunny Ozell）と再婚した。

## 主な出演作品

### 映画
| 年   | 題名                                                                                            | 役名                                     | 備考                                                  | 吹替                                              |
| ---- | ----------------------------------------------------------------------------------------------- | ---------------------------------------- | ----------------------------------------------------- | ------------------------------------------------- |
| 1975 | 怒りの日 Hennessy                                                                               | Tilney                                   |                                                       |                                                   |
| 1975 | Hedda                                                                                           | Ejlert Løvborg                           |                                                       |                                                   |
| 1980 | ハムレット Hamlet, Prince of Denmark                                                            | クラウディウス                           | テレビ映画                                            |                                                   |
| 1981 | エクスカリバー Excalibur                                                                        | レオンデグランス卿（アーサーの舅）       |                                                       | 加藤精三                                          |
| 1981 | リトル・プリンス Little Lord Fauntleroy                                                         | ウィルキンス                             | テレビ映画                                            |                                                   |
| 1984 | ウィンディー                                                                                    | ダフナー                                 | 日本映画                                              |                                                   |
| 1984 | デューン/砂の惑星 Dune                                                                          | ガーニイ・ハレック（公爵家の副官）       |                                                       | 加藤精三（日本テレビ版） 上田敏也（テレビ朝日版） |
| 1985 | ワイルド・ギースII Wild Geese II                                                                | ロシアの将軍                             |                                                       |                                                   |
| 1985 | スペースバンパイア Lifeforce                                                                    | アームストロング博士                     | 寺島幹夫（テレビ朝日旧版） たかお鷹（テレビ朝日新版） |                                                   |
| 1985 | コードネームはエメラルド Code Name: Emerald                                                     | ピーターズ                               |                                                       |                                                   |
| 1985 | 贖われた7ポンドの死体 The Doctor and the Devils                                                 | マックリン教授                           |                                                       |                                                   |
| 1986 | レディ・ジェーン/愛と運命のふたり Lady Jane                                                     | ヘンリー・グレイ                         |                                                       |                                                   |
| 1991 | L.A.ストーリー/恋が降る街 L.A. Story                                                            | 高級レストランの接客主任                 |                                                       |                                                   |
| 1993 | テロリスト・ゲーム Death Train                                                                  | マルコム・フィルポット                   | テレビ映画                                            | 麦人（VHS版） 佐古正人（テレビ東京版）            |
| 1993 | ロビン・フッド/キング・オブ・タイツ Robin Hood: Men in Tights                                   | リチャード王                             |                                                       | TBA（Netflix版）                                  |
| 1994 | ガンメン Gunmen                                                                                 | ピーター・ルーミス                       | 麦人                                                  |                                                   |
| 1994 | ジェネレーションズ/STAR TREK Star Trek: Generations                                             | ジャン＝リュック・ピカード艦長           | 麦人（ソフト旧版、新版）                              |                                                   |
| 1994 | ページマスター The Pagemaster                                                                   | アドベンチャー                           | 声の出演、日本劇場未公開                              | 広瀬正志                                          |
| 1995 | ジェフリー! Jeffrey                                                                             | スターリング                             |                                                       | 納谷六朗                                          |
| 1995 | スィート・ダンス Let It Be Me                                                                   | ジョン                                   |                                                       |                                                   |
| 1996 | 幽霊は臆病者 カンタヴィル・ゴースト The Canterville Ghost                                       | シモン・デ・カンタヴィル卿               | テレビ映画                                            | 青森伸                                            |
| 1996 | ファースト・コンタクト/STAR TREK Star Trek: First Contact                                       | ジャン＝リュック・ピカード艦長           |                                                       | 麦人                                              |
| 1997 | 陰謀のセオリー Conspiracy Theory                                                                | ジョナス博士                             | 加藤精三（ソフト版） 小林修（テレビ朝日版）           |                                                   |
| 1997 | トラブルボーダー Masterminds                                                                    | ベントレー                               | （吹き替え版なし）                                    |                                                   |
| 1998 | モビー・ディック Moby Dick                                                                      | エイハブ船長                             | テレビ映画                                            | 堀勝之祐                                          |
| 1998 | スタートレック/叛乱 Star Trek: Insurrection                                                     | ジャン＝リュック・ピカード艦長           |                                                       | 麦人                                              |
| 1998 | ダッド・サベージ Dad Savage                                                                     | ダッド・サベージ                         |                                                       |                                                   |
| 1998 | SAFE HOUSE セーフハウス Safe House                                                              | メイス・ソーウェル                       |                                                       |                                                   |
| 1998 | プリンス・オブ・エジプト The Prince of Egypt                                                    | エジプト王セティ                         | 声の出演                                              | 小野武彦                                          |
| 1999 | 動物農場 Animal Farm                                                                            | ナポレオン                               | テレビ映画、声の出演                                  | （吹き替え版なし）                                |
| 1999 | クリスマス・キャロル A Christmas Carol                                                          | スクルージ                               | テレビ映画、兼製作総指揮                              | 大塚周夫                                          |
| 2000 | X-メン X-Men                                                                                    | チャールズ・エグゼビア / プロフェッサーX |                                                       | 大木民夫（ソフト版） 麦人（テレビ朝日版）         |
| 2001 | ジミー・ニュートロン 僕は天才発明家! Jimmy Neutron: Boy Genius                                  | キング・グーボット                       | 声の出演、日本劇場未公開                              | 麦人                                              |
| 2002 | King of Texas                                                                                   | John Lear                                | テレビ映画                                            | N/A                                               |
| 2002 | ネメシス/S.T.X Star Trek: Nemesis                                                               | ジャン＝リュック・ピカード艦長           |                                                       | 麦人                                              |
| 2003 | X-MEN2 X2                                                                                       | チャールズ・エグゼビア / プロフェッサーX |                                                       | 大木民夫（劇場公開版） 麦人（テレビ朝日版）       |
| 2003 | THE LION IN WINTER 冬のライオン The Lion in Winter                                              | ヘンリー2世                              | テレビ映画 兼製作総指揮                               |                                                   |
| 2005 | スチームボーイ Steamboy                                                                         | ジェームス・ロイド・スチム               | 声の出演（吹き替え）                                  | 中村嘉葎雄（原語の担当声優）                      |
| 2005 | 風の谷のナウシカ Nausicaä of the Valley of the Wind                                             | ユパ                                     | 声の出演（吹き替え）                                  | 納谷悟朗（原語の担当声優）                        |
| 2005 | ジェラルド・バトラー in THE GAME OF LIVES The Game of Their Lives                               | デント・マックスキミング                 |                                                       | 麦人                                              |
| 2005 | ミステリアス・アイランド Mysterious Island                                                      | ネモ                                     | テレビ映画                                            | 麦人                                              |
| 2005 | チキン・リトル Chicken Little                                                                   | ウォーレンズワース先生                   | 声の出演                                              | 石塚運昇                                          |
| 2006 | バンビ2 森のプリンス Bambi II                                                                   | 森の王様                                 | ビデオ映画、声の出演                                  | 大川透                                            |
| 2006 | X-MEN:ファイナル ディシジョン X-Men: The Last Stand                                             | チャールズ・エグゼビア / プロフェッサーX |                                                       | 大木民夫（劇場公開版） 麦人（テレビ朝日版）       |
| 2007 | ミュータント・タートルズ -TMNT- TMNT                                                            | マックス・ウィンターズ                   | 声の出演、日本劇場未公開                              | 牛山茂                                            |
| 2007 | アース Earth                                                                                    | ナレーション                             | ドキュメンタリー映画、声の出演                        | 渡辺謙                                            |
| 2009 | Hamlet                                                                                          | King Claudius                            |                                                       | N/A                                               |
| 2009 | ウルヴァリン:X-MEN ZERO X-Men Origins: Wolverine                                                | チャールズ・エグゼビア / プロフェッサーX | クレジットなし                                        | 大木民夫                                          |
| 2011 | ノミオとジュリエット Gnomeo and Juliet                                                          | William Shakespeare                      | 声の出演、日本未公開                                  |                                                   |
| 2011 | 歴代の船長たち The Captains                                                                     | 本人                                     | ドキュメンタリー映画                                  | （吹き替え版なし）                                |
| 2012 | テッド Ted                                                                                      | ナレーション                             | 声の出演                                              | 富田耕生                                          |
| 2012 | アイス・エイジ4/パイレーツ大冒険 Ice Age: Continental Drift                                     | アリスクラットル                         | 声の出演、日本劇場未公開                              | 塾一久                                            |
| 2013 | Hunting Elephants                                                                               | Michael Simpson                          |                                                       | N/A                                               |
| 2013 | オズ めざせ！エメラルドの国へ Legends of Oz: Dorothy's Return                                   | 森の樹タグ                               | 声の出演                                              | 野川雅史                                          |
| 2013 | ウルヴァリン:SAMURAI The Wolverine                                                              | チャールズ・エグゼビア / プロフェッサーX | クレジットなし                                        | 大木民夫                                          |
| 2014 | シンドバット 〜新たなる航海〜 Sinbad: The Fifth Voyage                                          | ナレーション                             | 声の出演                                              | TBA                                               |
| 2014 | X-MEN:フューチャー&パスト X-Men: Days of Future Past                                            | チャールズ・エグゼビア / プロフェッサーX |                                                       | 大木民夫                                          |
| 2014 | 荒野はつらいよ 〜アリゾナより愛をこめて〜 A Million Ways to Die in the West                     | 羊                                       | 声の出演                                              |                                                   |
| 2014 | コンフェッション 〜ある振付師の過ち〜 Match                                                     | トビー・パウエル                         |                                                       | （吹き替え版なし）                                |
| 2015 | テッド2 Ted 2                                                                                   | ナレーション                             | 声の出演                                              | 富田耕生                                          |
| 2015 | Christmas Eve                                                                                   | Harris                                   |                                                       | N/A                                               |
| 2015 | グリーンルーム Green Room                                                                       | ダーシー                                 |                                                       | 石原辰己                                          |
| 2017 | LOGAN/ローガン Logan                                                                            | チャールズ・エグゼビア / プロフェッサーX |                                                       | 麦人                                              |
| 2017 | ドラゴンハート 〜新章:戦士の誕生〜 Dragonheart: Battle for the Heartfire                        | ドラゴ                                   | ビデオ映画、声の出演                                  | 麦人                                              |
| 2017 | 絵文字の国のジーン The Emoji Movie                                                              | うんちパパ                               | 声の出演                                              | 子安武人                                          |
| 2017 | ワンダフル!ウエディング 〜結婚できる人できない人〜 The Wilde Wedding                            | ハロルド                                 | 日本劇場未公開                                        | 緒方賢一（Netflix版）                             |
| 2019 | クエスト・オブ・キング 魔法使いと4人の騎士 The Kid Who Would Be King                            | マーリン                                 | 日本劇場未公開                                        | 麦人                                              |
| 2019 | チャーリーズ・エンジェル Chalie's Angels                                                        | ジョン・ボスレー                         |                                                       | 麦人                                              |
| 2020 | 銀のドラゴン ファイアドレイク Dragon Rider                                                      | ネトルブランド                           | 声の出演                                              | 麦人                                              |
| 2022 | ドクター・ストレンジ/マルチバース・オブ・マッドネス Doctor Strange in the Multiverse of Madness | チャールズ・エグゼビア / プロフェッサーX |                                                       | 麦人                                              |
| 2026 | アベンジャーズ/ドゥームズデイ Avengers: Doomsday                                                | チャールズ・エグゼビア / プロフェッサーX |                                                       |                                                   |

### テレビシリーズ
| 年        | 題名                                                                 | 役名                       | 備考                                                          | 吹替                                       |
| --------- | -------------------------------------------------------------------- | -------------------------- | ------------------------------------------------------------- | ------------------------------------------ |
| 1979      | ティンカー、テイラー、ソルジャー、スパイ Tinker Tailor Soldier Spy   | カーラ                     |                                                               |                                            |
| 1979      | この私、クラウディウス I, Claudius                                   | セイヤヌス                 | 計4話出演                                                     |                                            |
| 1982      | スマイリーと仲間たち Smiley's People                                 | カーラ                     |                                                               |                                            |
| 1987-1994 | 新スタートレック Star Trek: The Next Generation                      | ジャン＝リュック・ピカード | 7シーズン、計176話出演                                        | 吉水慶（3～52話） 麦人（1、2話、53話以降） |
| 1993      | スタートレック:ディープ・スペース・ナイン Star Trek: Deep Space Nine | ジャン＝リュック・ピカード | 計2話出演                                                     | 麦人                                       |
| 1998      | モビー・ディック Moby Dick                                           | エイハブ船長               | ミニシリーズ                                                  |                                            |
| 2003      | そりゃないぜ!? フレイジャー Frasier                                  | アリスター・バーク         | 第11シーズン第3話「The Doctor Is Out」                        |                                            |
| 2005      | エキストラ:スターに近づけ! Extras                                    | 本人                       | 第1シーズン第6話「Patrick Stewart」                           |                                            |
| 2005-     | アメリカン・ダッド American Dad!                                     | Avery Bullock、他          | アニメシリーズ、声の出演                                      |                                            |
| 2006      | イレブンス・アワー Eleventh Hour                                     | イアン・フッド             | 計4話出演                                                     |                                            |
| 2012      | ホロウ・クラウン/嘆きの王冠 The Hollow Crown                         | ジョン・オブ・ゴーント     | 計2話出演                                                     |                                            |
| 2015-2016 | Blunt Talk                                                           | Walter Blunt               | 2シーズン、計20話出演                                         |                                            |
| 2016      | アンブレイカブル・キミー・シュミット Unbreakable Kimmy Schmidt       | 本人役                     | 声の出演 第2シーズン第4話「キミー、グレッチェンを誘拐する！」 |                                            |
| 2020-2023 | スタートレック:ピカード Star Trek: Picard                            | ジャン＝リュック・ピカード | Paramount+オリジナル作品 製作総指揮兼任                       | 麦人                                       |
| 2020      | コスモス：いくつもの世界 Cosmos：Possible Worlds                     | ウィリアム・ハーシェル     |                                                               |                                            |
| TBA       | Barbaric                                                             | 喋る斧                     | 声の出演 Netflixオリジナルドラマ                              |                                            |

### ビデオゲーム
| 年   | 題名                                                                  | 役名                                                  | 備考           | 吹替               |
| ---- | --------------------------------------------------------------------- | ----------------------------------------------------- | -------------- | ------------------ |
| 1994 | Lands of Lore: The Throne of Chaos                                    | King Richard                                          | 日本未発売     | N/A                |
| 1995 | Star Trek: The Next Generation - A Final Unity                        | ジャン＝リュック・ピカード艦長                        | 日本未発売     | N/A                |
| 1997 | Star Trek: Generations                                                | ジャン＝リュック・ピカード艦長                        | 日本未発売     | N/A                |
| 1999 | Star Trek: Hidden Evil                                                | ジャン＝リュック・ピカード艦長                        | 日本未発売     | N/A                |
| 2000 | Star Trek: Invasion                                                   | ジャン＝リュック・ピカード艦長                        | 日本未発売     | N/A                |
| 2000 | Star Trek: Armada                                                     | ジャン＝リュック・ピカード艦長 / ボーグのロキュータス | 日本未発売     | N/A                |
| 2001 | Star Trek: Armada II                                                  | ジャン＝リュック・ピカード艦長                        | 日本未発売     | N/A                |
| 2002 | Star Trek: Bridge Commander                                           | ジャン＝リュック・ピカード艦長                        | 日本未発売     | N/A                |
| 2002 | Star Trek: Starfleet Command III                                      | ジャン＝リュック・ピカード艦長                        | 日本未発売     | N/A                |
| 2002 | X-Men: Next Dimension                                                 | チャールズ・エグゼビア / プロフェッサーX              | 日本未発売     | N/A                |
| 2003 | X2: Wolverine's Revenge                                               | チャールズ・エグゼビア / プロフェッサーX              | 日本未発売     | N/A                |
| 2003 | Star Trek: Elite Force II                                             | ジャン＝リュック・ピカード艦長                        | 日本未発売     | N/A                |
| 2004 | Forgotten Realms: Demon Stone                                         | Khelban 'Blackstaff' Arunsun                          | 日本未発売     | N/A                |
| 2004 | X-Men Legends                                                         | チャールズ・エグゼビア / プロフェッサーX              | 日本未発売     | N/A                |
| 2005 | X-Men Legends II: Rise of Apocalypse                                  | チャールズ・エグゼビア / プロフェッサーX              | 日本未発売     | N/A                |
| 2006 | The Elder Scrolls IV: Oblivion                                        | ユリエル・セプティム七世                              |                | （吹き替え版なし） |
| 2006 | X-MEN THE OFFICIAL GAME X-Men: The Official Game                      | チャールズ・エグゼビア / プロフェッサーX              |                | （吹き替え版なし） |
| 2006 | Star Trek: Legacy                                                     | ジャン＝リュック・ピカード艦長                        | 日本版発売中止 | N/A                |
| 2010 | キャッスルヴァニア ロード オブ シャドウ Castlevania: Lords of Shadow  | ゾベック                                              |                | 麦人               |
| 2010 | Lego Universe                                                         | ナレーション                                          | 日本未発売     | N/A                |
| 2011 | The Sims Medieval                                                     | ナレーション                                          | 日本未発売     | N/A                |
| 2011 | War of the Worlds                                                     | ナレーション                                          | 日本未発売     | N/A                |
| 2014 | 悪魔城ドラキュラ ロード オブ シャドウ2 Castlevania: Lords of Shadow 2 | ゾベック                                              |                | （吹き替え版なし） |
| 2014 | Family Guy: The Quest for Stuff                                       | 本人、ジャン＝リュック・ピカード                      | 日本未発売     | N/A                |
| 2018 | My Memory of Us                                                       | ナレーション                                          | 日本未発売     | N/A                |

### 舞台
元々英国にて舞台俳優がキャリアのスタートであった事もあり、多数の舞台出演歴がある。また、ブロードウェイ出演も果たしている。
(詳細は英語版の「パトリック・スチュワートのステージとスクリーン」(en:Editing Patrick Stewart on stage and screen (section))を参照)

### その他
ナレーション・ＣＭ他多数出演している。
(詳細は英語版「パトリック・スチュワートのステージとスクリーン」(en:Patrick Stewart on stage and screen)を参照)

## 日本語吹き替え
『新スタートレック』シリーズ（TNG）では、当初（1st&2ndシーズン）吉水慶がジャン＝リュック・ピカード艦長の吹き替えを担当していたが、2ndシーズン終了後に家業を継ぐために降板、その後任として3rdシーズンから登板することになった麦人が現在に至るまでにスチュワートの専属（フィックス）となっている。
麦人はスチュワートを「ナチュラルな芝居も振幅のある芝居も両方できるうまい人」と評し、声をあてながら随分勉強させてもらい、今の自分の仕事にも通じる大きな財産となり、自分が声優として一番ありがたかったことと語っている。
『X-MEN』シリーズのチャールズ・エグゼビア/プロフェッサーXの吹替は劇場公開・ソフト版を大木民夫が担当し、麦人は旧シリーズの『日曜洋画劇場』放映時（テレビ朝日版）のみの担当であったが、『LOGAN/ローガン』では大木が病気療養中のため同役を降板したことに伴い、後任として麦人が劇場公開版を担当することになった。
このほかにも、加藤精三、小林修、納谷六朗、堀勝之祐、上田敏也なども声を当てている。

## 著書
- 「自叙伝 パトリック・スチュワート」有澤真庭 訳、竹書房 2024年